# Jekatierina Markowa
Jekatierina Gieorgijewna Markowa (ros. Екатерина Георгиевна Маркова; ur. 18 listopada 1946 w Irkucku) – rosyjska aktorka, scenarzystka i pisarka. Znana dzięki roli Gali Czetwiertak w filmie Tak tu cicho o zmierzchu...

## Życiorys
Urodziła się w rodzinie radzieckiego pisarza Gieorgija Markowa. W 1954 roku rodzina przeniosła się do Moskwy. W 9. klasie Markowa przeniosła się do szkoły pracy młodzieży. Następnie ukończył szkołę teatralną.

## Rodzina
- mąż – Gieorgij Gieorgijewicz Taratorkin, aktor
- syn – Filip Taratorkin (ur. 1974), kapłan prawosławny
- córka – Anna Taratorkina (ur. 1982), aktorka

## Filmografia
- 1972: Tak tu cicho o zmierzchu... jako Gala Czetwiertak
- 1973: "33" zgłoś się! jako sanitariuszka Natasza
- 1976: Żyć wiecznie jako Tanechka
- 1980: dobrej szczęścia jako Lida
- 1984: Trzeci w wierszu piątym jako Masza, pielęgniarka w szpitalu
- 1986: Twoja córka Alexandra jako Larissa S.
- 1993: Ty posiadasz
- 2004: Sapiens
- 2004: Siostry
- 2005: Rodzina jako dziennikarz

### Scenarzystka
- 1984: Trzeci w wierszu piątym
- 1985: Czyjejś rozmowy
- 1985: W przeciwieństwie do
- 1987: Leapfrog
- 2004: Łagodny potwór

## Nagrody i wyróżnienia
- 1985: nagroda za najlepszy scenariusz na festiwalu w Pradze